# Yevgueni Javilov
Yevgueni Javilov –en ucraniano, Евгений Хавилов– (24 de marzo de 1981) es un deportista ucraniano que compitió en lucha libre. Ganó una medalla de bronce en el Campeonato Europeo de Lucha de 2006, en la categoría de 60 kg.

## Palmarés internacional
| Campeonato Europeo | Campeonato Europeo | Campeonato Europeo | Campeonato Europeo |
| Año                | Lugar              | Medalla            | Categoría          |
| ------------------ | ------------------ | ------------------ | ------------------ |
| 2006               | Moscú (Rusia)      | Medalla de bronce  | 60 kg              |